# NCIS (22.ª temporada)

A vigésima segunda temporada da série televisiva NCIS foi anunciada em 9 de Abril de 2024 pela CBS  e estreou em 14 de Outubro de 2024, coincidindo com o lançamento da série prequel NCIS: Origins . É a terceira temporada, após a 18ª e a 21ª, a não estrear no mês de Setembro como tradicionalmente ocorre.
Em 20 de Fevereiro de 2025 a CBS renovou a série para uma 23ª temporada.

## Premissa
NCIS gira em torno de uma equipe fictícia de Agentes Especiais do Serviço de Investigação Criminal Naval, que conduz investigações criminais envolvendo a Marinha e o Corpo de Fuzileiros Navais dos Estados Unidos. Baseada na Navy Yard em Washington, D.C., a equipe do NCIS é liderada pelo Agente Especial Supervisor Alden Parker, um ex-Agente Especial do FBI e um investigador habilidoso.

## Elenco
| Participante | Participante | Participante | Participante | Participante | Participante |
| ------------ | ------------ | ------------ | ------------ | ------------ | ------------ |
|              | Principal    |              | Recorrente   |              | Convidado    |

| Personagem             | Ator/atriz        | Cargo                                                        | Cargo |
| ---------------------- | ----------------- | ------------------------------------------------------------ | ----- |
| Timothy "Tim" McGee    | Sean Murray       | Agente Especial Sênior, segundo em comando do MCRT           |       |
| Nicholas "Nick" Torres | Wilmer Valderrama | Agente Especial do NCIS                                      |       |
| Jessica Knight         | Katrina Law       | Agente Especial do NCIS                                      |       |
| James "Jimmy" Palmer   | Brian Dietzen     | Examinador Médico Chefe do NCIS                              |       |
| Kasie Hines            | Diona Reasonover  | Especialista forense do NCIS                                 |       |
| Leon Vance             | Rocky Carroll     | Diretor do NCIS                                              |       |
| Alden Parker           | Gary Cole         | Agente Especial Supervisor do NCIS                           |       |
| Delilah Fielding-McGee | Margo Harshman    | Analista do DoD e esposa de Timothy McGee                    |       |
| Dra. Grace Confalone   | Laura San Giacomo | Psicóloga                                                    |       |
| Carol Wilson           | Meredith Eaton    | Bióloga e Imunologista do CDC                                |       |
| Lena Paulsen           | Maren Hassler     | Agente da Inteligência alemã e namorada casual de Leon Vance |       |
| Dale Sawier            | Zane Holtz        | Agente Especial do NCIS                                      |       |
| Robin Knight           | Lilan Bowden      | Irmã de Jessica Knight                                       |       |
| Victoria Palmer        | Elle Graper       | Filha de Jimmy Palmer                                        |       |
| Sam Hanna              | LL Cool J         | Ex-Agente Especial do NCIS                                   |       |
| Gabriel Laroche        | Seamus Dever      | Ex-Inspetor Geral do DoJ e novo Diretor Adjunto do NCIS      |       |
| Carla Marino           | Rebecca de Mornay | Chefe do crime organizado de Kansas City e inimiga de Parker |       |

## Episódios
| Seq. | Episódios | Título                        | Direção                 | Escrito por                                                         | Data de exibição        | Audiência EUA (em milhões) |
| --- | --------- | ----------------------------- | ----------------------- | ------------------------------------------------------------------- | ----------------------- | -------------------------- |
| 468 | 1         | "Ninho Vazio"                 | Diana Valentine         | Christopher J. Waild                                                | 14 de outubro de 2024   | 6.42                       |
| Com McGee sendo entrevistado para a função de Diretor Adjunto, Torres em uma operação secreta e Knight na Califórnia, Parker encontra-se solitário em sua mesa; no entanto, recebe uma ligação de Torres informando que seu disfarce fora descoberto e viaja para Camp Pendleton para ajudar Jessie em um caso com refém. McGee é informado por Vance que foi preterido para o cargo de Diretor Adjunto e que o escolhido foi o Inspetor Geral do DOJ, Gabriel Laroche. Como não se sabe quem havia delatado o disfarce de Torres, McGee desconfia da existência de um traidor no NCIS.                                                                        |           |                               |                         |                                                                     |                         |                            |
| 469 | 2         | "Corpos Estranhos"            | Lionel Coleman          | Marco Schnabel                                                      | 21 de outubro de 2024   | 5.37                       |
| Vance prepara-se para conduzir negociações diplomáticas com o governo da Venezuela, porém um agente do NCIS infiltrado na delegação venezuelana é envenenado e morre no escritório de Vance. Enquanto a equipe investiga discretamente, a namorada de Vance, Lena Paulsen, apresenta-se para participar do evento como representante da OTAN. Quando um segundo corpo é encontrado, a equipe deve agir para evitar uma crise diplomática. |           |                               |                         |                                                                     |                         |                            |
| 470 | 3         | "O Problema com Hal"          | Michael Zinberg         | Scott Williams                                                      | 28 de outubro de 2024   | 4.92                       |
| Um fuzileiro retorna de missão e descobre que em sua ausência sua casa foi alugada para um homem chamado Hal, cujo corpo é encontrado no porão. Enquanto a equipe investiga, Torres tenta convencer seus colegas a assinar uma petição para que o antigo escritório de Ducky seja transformado numa academia. McGee começa a investigar o Diretor Adjunto Laroche. |           |                               |                         |                                                                     |                         |                            |
| 471 | 4         | "Paus e Pedras"               | James Whitmore Jr.      | Steven D. Binder                                                    | 4 de novembro de 2024   | 4.76                       |
| Parker recebe uma ligação no meio da noite que o informa que uma ameaça feita pela Rússia contra a Europa foi interceptada, o que teme-se que possa dar início a uma guerra global catastrófica. Parker tenta dar tempo suficiente para sua equipe decodificar uma segunda mensagem antes que o presidente em exercício dê ordem para lançar uma bomba nuclear contra o agressor, o que quase certamente iniciaria uma guerra. Enquanto isso, Knight e Palmer finalmente falam sobre seu futuro e admitem que ainda se amam, mas enquanto Knight quer progredir em sua carreira, Palmer quer estabilidade para si e Victoria após as mortes de Breena e Ducky. |           |                               |                         |                                                                     |                         |                            |
| 472 | 5         | "Superando Tempos Difíceis"   | Tawnia McKiernan        | Matthew Lau                                                         | 11 de novembro de 2024  | 5.26                       |
| Um ex-capitão da Marinha com demência está em fuga quando sua memória falha, revelando seu passado como espião soviético. A equipe deve trabalhar com a CIA para rastreá-lo antes que ele vaze informações confidenciais. Enquanto isso, Torres trabalha cultivando seu perfil em um aplicativo de namoro online. |           |                               |                         |                                                                     |                         |                            |
| 473 | 6         | "Dia e Noite"                 | Rocky Carroll           | Amy Rutberg                                                         | 25 de novembro de 2024  | 4.92                       |
| Um contratante de defesa de alto nível é atacado em seu apartamento. Knight é designada, a contragosto, para proteger sua esposa, e descobre que ela guarda um segredo de seu passado. |           |                               |                         |                                                                     |                         |                            |
| 474 | 7         | "Cozido"                      | José Clemente Hernandez | Andrew Bartels                                                      | 2 de dezembro de 2024   | 5.62                       |
| Torres recebe informações de que um membro da Inteligência Naval, marido de sua informante, está vazando informações secretas. Enquanto isso, Palmer e McGee trabalham como árbitros de futebol juvenil e lidam com pais irritados depois que McGee toma uma decisão polêmica durante uma partida. |           |                               |                         |                                                                     |                         |                            |
| 475 | 8         | "Fora de Controle"            | Diana Valentine         | Steven D. Binder & Scott Williams                                   | 9 de dezembro de 2024   | 4.89                       |
| A equipe é chamada a investigar quando um oficial e sua esposa são sequestrados remotamente quando os sequestradores tomam o controle de seu carro. Parker procura a psicóloga Grace depois que visões frequentes de uma menina chamada Lily afetam seu trabalho. |           |                               |                         |                                                                     |                         |                            |
| 476 | 9         | "Incriminação"                | Lionel Coleman          | Christopher J. Waild                                                | 16 de dezembro de 2024  | 4.92                       |
| O vice-diretor Laroche trabalha com a equipe em campo quando um livro de denúncias que acusa um Tenente de negligência grave por um de seus oficiais (o irmão de um veterano falecido) está prestes a chegar ao mercado. Enquanto isso, Torres está saindo com uma nova namorada para o Natal, sem o conhecimento de seus colegas de trabalho. |           |                               |                         |                                                                     |                         |                            |
| 477 | 10        | "O Confeiteiro"               | Rocky Carroll           | Andrew Bartels                                                      | 27 de janeiro de 2025   | 5.71                       |
| Quando um funcionário da confeitaria favorita de Parker é encontrado morto, a equipe descobre que a dona está sendo chantageada por criminosos. Enquanto isso, Torres tem dificuldade em contar a Knight que está namorando a irmã dela, Robin. |           |                               |                         |                                                                     |                         |                            |
| 478 | 11        | "Na Alegria e na Tristeza"    | Michael Zinberg         | Marco Schnabel                                                      | 3 de fevereiro de 2025  | 5.34                       |
| Quando Knight se envolve na operação secreta de Torres com a máfia polonesa, os dois encenam um casamento para atrair o líder. Durante o caso, Knight revela que ainda está em conflito com o namoro da irmã com Torres. |           |                               |                         |                                                                     |                         |                            |
| 479 | 12        | "Diversão e Jogos"            | James Whitmore Jr.      | Teleplay by : Matthew Lau & Steven D. Binder Story by : Matthew Lau | 10 de fevereiro de 2025 | 5.39                       |
| Quando um dos colegas cientistas forenses de Kasie é assassinado, a equipe percebe que seu antigo professor é um alvo. Enquanto isso, McGee enfrenta o escrutínio do Pentágono sobre seu novo livro. |           |                               |                         |                                                                     |                         |                            |
| 480 | 13        | "Hostilidade"                 | José Clemente Hernandez | Sydney Mitchell                                                     | 24 de fevereiro de 2025 | 5.36                       |
| A equipe investiga a morte de um tenente da Marinha em um banco de doação de sangue e descobre um crime ainda maior. Enquanto isso, McGee precisa de ajuda para arrecadar fundos para a escola de seus gêmeos. |           |                               |                         |                                                                     |                         |                            |
| 481 | 14        | "Perto de Casa"               | Tawnia McKiernan        | Amy Rutberg                                                         | 3 de março de 2025      | 5.22                       |
| Quando Torres é contatado pela filha de Jimmy que encontrou uma grande soma de dinheiro perto da biblioteca da Marinha, a equipe investiga após descobrir que havia sido roubado de um banco. |           |                               |                         |                                                                     |                         |                            |
| 482 | 15        | "A Luz da Lua"                | Marc Roskin             | Scott Williams                                                      | 24 de março de 2025     | 5.42                       |
| Depois que um tenente da Marinha, ao qual o Agente Especial Sawyer (Zane Holtz) está ligado, é encontrado morto, a equipe descobre outro assassinato e a turbulência de uma família rica, porém problemática. Enquanto isso, Parker conversa com seu pai e descobre mais sobre a morte de sua mãe. |           |                               |                         |                                                                     |                         |                            |
| 483 | 16        | "Noite das Mulheres"          | Rocky Carroll           | Sydney Mitchel                                                      | 31 de março de 2025     | 5.28                       |
| A morte fulminante de uma suboficial interrompe a noite das garotas de Jess, Kasie e Robin, para grande irritação de Robin. Durante o caso, Torres revela sua dificuldade em conciliar a vida profissional e a companhia de Robin. |           |                               |                         |                                                                     |                         |                            |
| 484 | 17        | "Instinto Assassino"          | Lionel Coleman          | Andrew Bartels                                                      | 14 de abril de 2025     | 5.07                       |
| O Vice-Diretor Laroche convida McGee e Delilah para um jantar em sua casa, para irritação de McGee. O resto da equipe investiga um assassino de aluguel conhecido como O Poeta e descobre que Laroche é um de seus alvos. |           |                               |                         |                                                                     |                         |                            |
| 485 | 18        | "Depois da Tempestade"        | Diana Valentine         | Matthew Lau & Sydney Mitchel                                        | 21 de abril de 2025     | 5.80                       |
| Quando três veteranos de guerra são encontrados mortos em um quarto de motel em Washington, a equipe encontra um suspeito, porém ele só aceita falar com Sam Hanna. Enquanto isso, Vance pede a McGee que encontre evidências sólidas em sua investigação sobre Laroche, ou todos enfrentarão as consequências. |           |                               |                         |                                                                     |                         |                            |
| 486 | 19        | "Diferenças Irreconciliáveis" | Michael Zinberg         | Christopher J. Waild                                                | 28 de abril de 2025     | 5.50                       |
| A investigação de McGee sobre Laroche chega ao auge quando uma queixa é apresentada contra ele. Enquanto isso, Torres e Knight descobrem que estão legalmente casados após o casamento forjado e, inicialmente, tentam aproveitar os benefícios do seguro, mas reconsideram ao saber que terão que ser transferidos. O episódio termina em suspense quando a equipe prende Laroche e ele diz: "É hora de vocês conhecerem a verdade". |           |                               |                         |                                                                     |                         |                            |
| 487 | 20        | "Nexus"                       | José Clemente Hernandez | Marco Schnabel                                                      | 5 de maio de 2025       | 5.59                       |
| Laroche é revelado como um agente duplo do Departamento de Defesa, encarregado de desmascarar Torres e dar a impressão de ser um informante. Como o NCIS, sem querer, desmascarou Laroche, eles são instruídos a derrubar o cartel Nexus. Enquanto isso, Parker, a contragosto, trabalha com sua antiga inimiga, a chefe da máfia de Kansas City, Carla Marino, que afirma poder ajudá-los a derrubar a Nexus. No entanto, a própria Marino é revelada como a chefe da Nexus; culpando Parker pelo acidente fatal de moto de seu filho anos antes, ela atira e mata seu pai.                                                                                   |           |                               |                         |                                                                     |                         |                            |

## Produção
Esta temporada foi anunciada pela CBS em 9 de abril de 2024 e as filmagens começaram em julho de 2024.
A produção desta temporada foi temporariamente interrompida em 9 de janeiro de 2025 devido aos incêndios florestais no sul da Califórnia em janeiro de 2025. A produção foi retomada em 13 de janeiro de 2025, com as filmagens restritas a estúdios fechados devido a questões de segurança e monitoradas de perto pelas equipes de segurança e saúde e proteção da CBS.
As filmagens foram concluídas no final de março de 2025.